# シコンノボタン

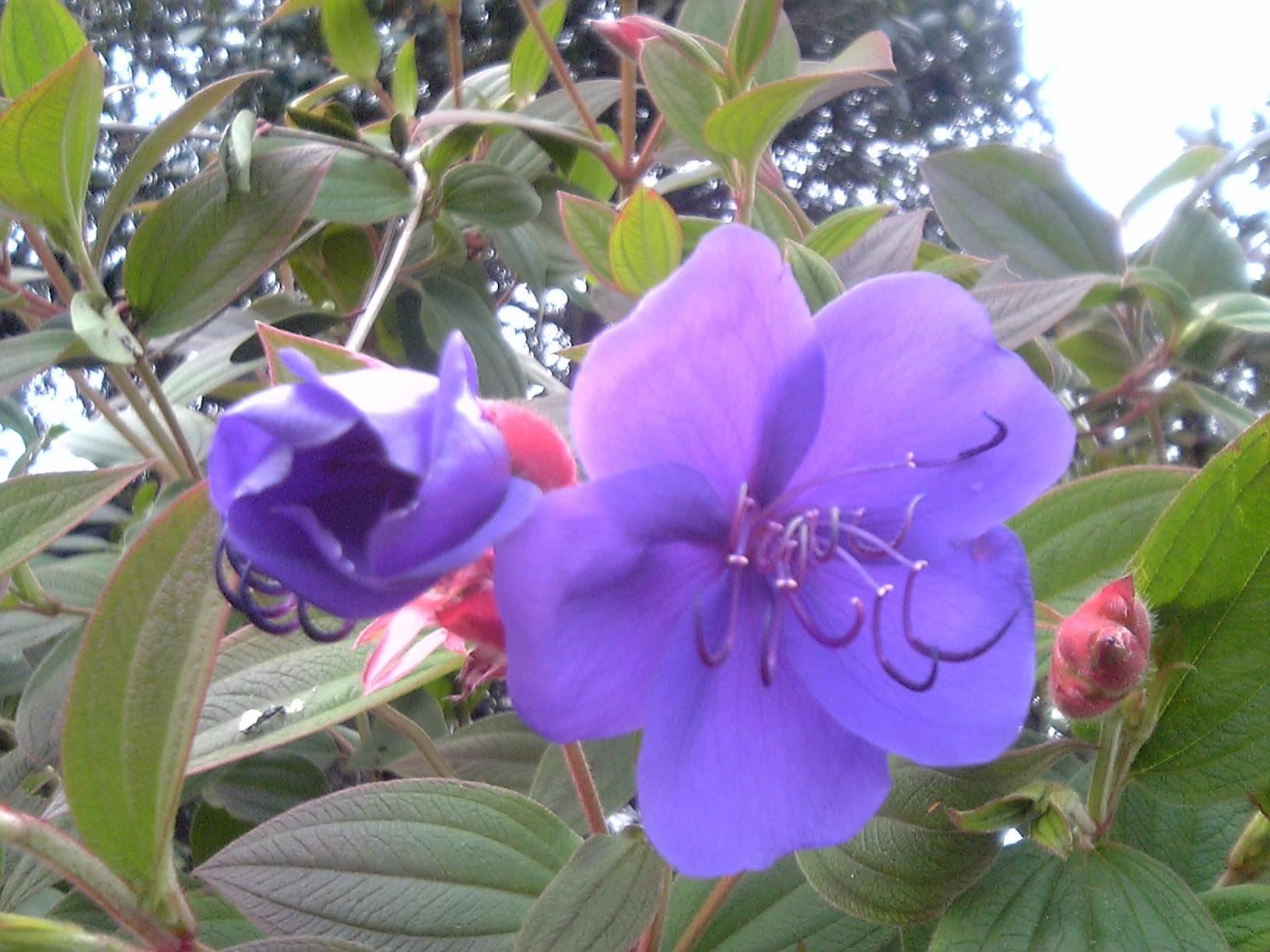
紫紺野牡丹の花・葉・つぼみ

シコンノボタン（紫紺野牡丹、学名：Tibouchina urvilleana）は、ノボタン科ティボウキナ属（和名シコンノボタン属）の常緑低木。別名スパイダーフラワー

## 特徴
中南米原産の常緑低木。庭木、鉢植えとして親しまれる。
葉は対生で楕円。産毛で覆われ、ビロードのような手触りがする。本来は常緑だが日本では冬に落葉することが多い。花は五弁で、紫色の大輪花。オシベが長く飛び出しているのが特徴。一日花だが、花つきがよく、毎日多くの花を次々と咲かせる。花期は夏と秋だが、温度さえあれば冬でもわずかながら咲きつづける。南国原産にしては耐寒性がある。
流通上はノボタンとシコンノボタンが混同されているが、ノボタンは短いオシベが黄色で長いオシベは紫色、シコンノボタンは長短のオシベが共に紫色である。
必ず日当たりに植える。3メートルぐらいにまで大きくなるが、強風で枝が折れたり、姿が乱れるので、必ず支柱をたてる。風には弱い。剪定時期は4、5月。小さく仕立てて鉢植えにすることも可能。その場合冬は室内に取り込む。挿し芽で簡単に増やせる。